# Peter Kowald
Peter Kowald (né le 21 avril 1944, mort le 21 septembre 2002 à New York) est un contrebassiste allemand de free jazz.

## Biographie
Il collabore avec plusieurs musiciens comme Peter Brötzmann, Irène Schweizer, Karl Berger, Conny Bauer, Wadada Leo Smith, Günter Sommer, William Parker, Barre Phillips, Joëlle Léandre, Lauren Newton et Evan Parker.  
Peter Kowald est membre du Globe Unity Orchestra  d'Alexander Von Schlippenbach.
Il enregistre aussi des albums solo et un des duos de contrebasse avec Maarten Altena, Barry Guy, Joëlle Léandre, Barre Phillips, William Parker, Damon Smith et Peter Jacquemyn. Kowald est un membre de London Jazz Composer's Orchestra jusqu’à 1985.
En addition, Kowald collabore avec des poètes et des artistes, et avec les danseurs Gerlinde Lambeck, Anne Martin (Pina Bausch Ensemble), Tadashi Endo, Patricia Parker (fondatrice de Vision Festival), Maria Mitchell, Sally Silvers, Cheryl Banks (Sun Ra's Arkestra), Arnette de Mille, Sayonara Pereira et Kazuo Ohno.
Kowald était particulièrement intéressé par l'ensemble d’improvisation Global Village avec des musiciens des différentes cultures du monde.
Il est mort en 2002 à New York.

## Discographie sélective
- 1966 Alexander Schlippenbach: Globe Unity
- 1967: Peter Brotzmann: For Adolphe Sax
- 1973: Globe Unity Orchestra - Live in Wuppertal
- 1979: Leo Smith/Kowald/Sommer: Touch the Earth
- 1986: Global Village Suite
- 1996/2003: Duos 1 / Duos 2
- 1998: Fred Anderson Trio - Live at the Velvet Lounge
- 2003: Global Village